# Palazzo Castriota Scanderbeg

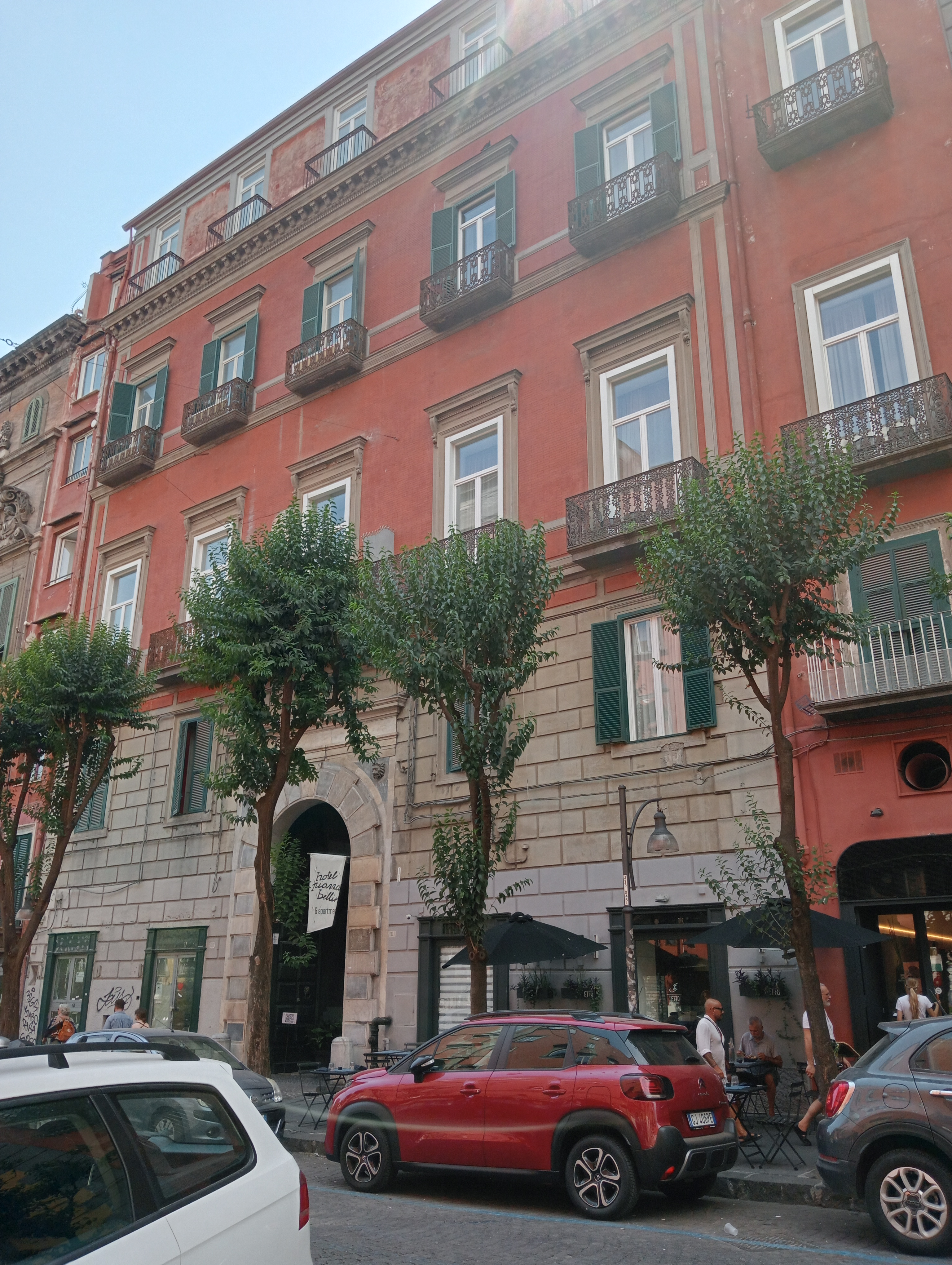
Palazzo Castriota Scanderbeg in Neapel

Der Palazzo Castriota Scanderbeg oder Palazzo del Tufo ist ein Palast aus dem 16. Jahrhundert im Viertel San Giuseppe von Neapel in der italienischen Region Kampanien. Er liegt in der Via Santa Maria di Costantinopoli, 101. Der Palast ist in den Baustilen der Renaissance und des Barock gehalten.

## Beschreibung
Das zunächst vierstöckige Gebäude, das der Familie Castriota Scanderbeg gehörte, zeigt eine in einfacher Weise verzierte Fassade aus Mauerwerk mit hoher Basis, an der sich das Rundbogenportal öffnet, an dessen Umrahmung sich Steinquader mit Marmorquadern abwechseln. Als der Markgraf Pisacane den Palast später kaufte, ließ er ihn um ein Stockwerk erhöhen und die Gewölbe mit Fresken versehen.
Im Inneren gibt es zwei Eingänge, die zu den oberen Stockwerken führen. Auf den Seiten stehen Säulen, die bei der Restaurierung im 18. Jahrhundert hinzugefügt wurden. Der Markgraf ließ den Garten vergrößern, den man durch einen Empfangssalon des Hofes erreichen kann; er enthält einen Brunnen, der ebenfalls im 18. Jahrhundert dort aufgestellt wurde.
Im Palast befindet sich an der rechten Wand das Durazzo-Portal, das zum Palazzo Piscicelli gehörte und dort den Eingang zur Familienkapelle Santa Maria di Mezzagosto zierte. Das Portal wurde 1889 in den Palazzo Castriota Scanderbeg umgebaut, um den Abriss des Palastes zu ermöglichen; es gibt ein Epigraph, das an das Ereignis erinnert und wie folgt lautet:

„QUESTO ANTICO ARCO
CELEBRATO LAVORO DEL XV SECOLO
GIA PARTE DEL PROSPETTO
DELLA VETUSTA GENTILIZIA CAPPELLA
DI S. MARIA DI MEZZAGOSTO NEL VICO PISCICELLI
PER ODIERNE OPERE DI SANAZIONE
DI QUESTA CITTA
IL PROPRIETARIO CONTE GIOACCHINO SABATELLI
QUI POSE L'ANNO 1889“

„Dieser alte Bogen,
eine gefeierte Arbeit aus dem 15. Jahrhundert,
war bereits Teil der Ansicht
der alten Familienkapelle
von Santa Maria di Mezzagosto in der Piscicelli-Gasse.
Durch das heutige Restaurierungswerk
in dieser Stadt
hat ihn der Eigentümer, Graf Gioacchino Sabatelli
im Jahre 1889 hierher versetzt.“

## Bildergalerie

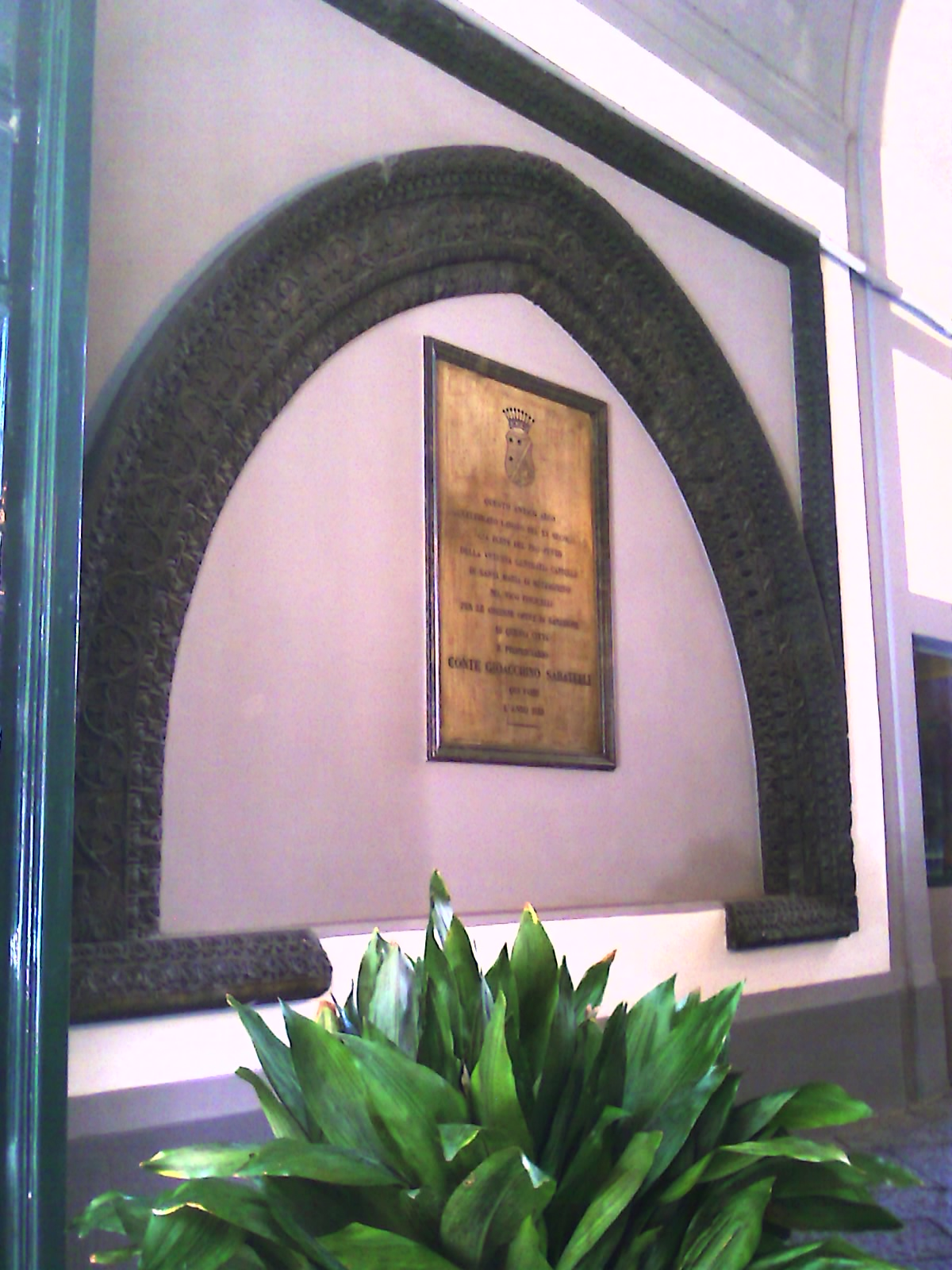
Portale aus dem Palazzo Piscicelli
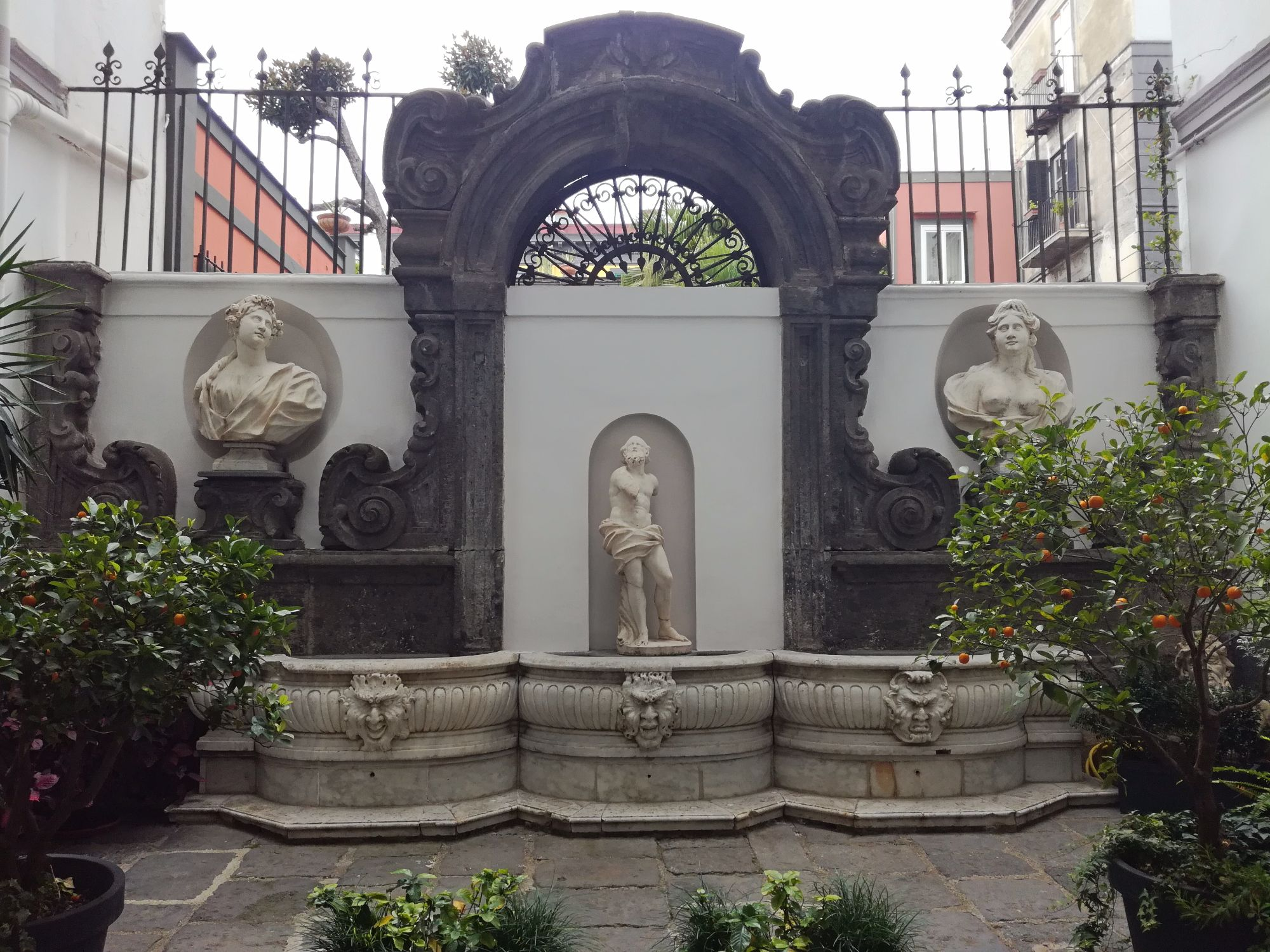
Der Hintergrund des Hofes: Der Brunnen aus dem 18. Jahrhundert